# Major League Soccer 2008
Major League Soccer 2008 byl 13. ročník soutěže Major League Soccer působící ve Spojených státech amerických a v Kanadě. Základní část i playoff vyhrál tým Columbus Crew.

## Změny
Do MLS se po dvouleté přestávce vrátil tým San Jose Earthquakes.

## Formát soutěže
- Sezona proběhla od 29. března do 23. listopadu.
- Čtrnáct týmů bylo rozděleno do dvou konferencí po sedmi týmech. Každý klub odehrál 30 utkání (15 doma, 15 venku), odehrál dva zápasy s každým týmem (jednou doma, jednou venku). To dávalo 26 utkání, zbývající 4 utkání byla odehrána proti regionálním rivalům.
- Tři nejlepší týmy z každé konference postoupily do playoff. Následně postoupily dva týmy s nejvyšším počtem bodů, nezáleže na konferenci. Semifinále konferencí byla hrána na dvě utkání, postupoval tým s vyšším počtem vstřelených gólů. Konferenční finále i finále ligy byla hrána na jedno utkání. V případě nerozhodného výsledku bylo utkání prodlouženo o 2×15 minut, v případě potřeby o penalty. V soutěži se neuplatňovalo pravidlo venkovních gólů.
- Tým s nejvyšším počtem bodů po základní části získal MLS Supporters' Shield a kvalifikoval se do Ligy mistrů. Další místa v LM získal vítěz MLS Cupu, druhý nejlepší tým základní části a vítěz US Open Cupu. V případě, že se tým kvalifikuje ze dvou různých soutěží (např. vyhraje Supporters' Shield a Open Cup), do LM postupuje i nejlépe postavený tým, který se předtím nekvalifikoval (např. třetí tým MLS). Stejná věc se aplikuje v případě obsazení místa pro postup do LM týmem z Kanady (Toronto), který se nemůže kvalifikovat z americké soutěže, musí z domácího Canadian Championship.
- Nejlepší čtyři týmy základní části (nezáleží na konferenci), které se nekvalifikovaly do LM, postoupilo do North American SuperLigy.
- Šest nejlepších týmů základní části získalo automaticky místo v hlavní části US Open Cupu, zbytek musel projít kvalifikací.

## Základní část

### Západní konference
| Poř. | Tým                  | Z  | V  | R  | P  | VG | OG | B  |
| ---- | -------------------- | -- | -- | -- | -- | -- | -- | -- |
| 1.   | Houston Dynamo       | 30 | 13 | 12 | 5  | 45 | 32 | 51 |
| 2.   | CD Chivas USA        | 30 | 12 | 7  | 11 | 40 | 41 | 43 |
| 3.   | Real Salt Lake       | 30 | 10 | 10 | 10 | 40 | 39 | 40 |
| 4.   | Colorado Rapids      | 30 | 11 | 5  | 14 | 44 | 45 | 38 |
| 5.   | FC Dallas            | 30 | 8  | 12 | 10 | 45 | 41 | 36 |
| 6.   | Los Angeles Galaxy   | 30 | 8  | 9  | 13 | 55 | 62 | 33 |
| 7.   | San Jose Earthquakes | 30 | 8  | 9  | 13 | 32 | 38 | 33 |

|  | Postup do playoff |

### Východní konference
| Poř. | Tým                    | Z  | V  | R | P  | VG | OG | B  |
| ---- | ---------------------- | -- | -- | - | -- | -- | -- | -- |
| 1.   | Columbus Crew          | 30 | 17 | 6 | 7  | 50 | 36 | 57 |
| 2.   | Chicago Fire           | 30 | 13 | 7 | 10 | 44 | 33 | 46 |
| 3.   | New England Revolution | 30 | 12 | 7 | 11 | 40 | 43 | 43 |
| 4.   | Kansas City Wizards    | 30 | 11 | 9 | 10 | 37 | 39 | 42 |
| 5.   | New York Red Bulls     | 30 | 10 | 9 | 11 | 42 | 48 | 39 |
| 6.   | D.C. United            | 30 | 11 | 4 | 15 | 43 | 51 | 37 |
| 7.   | Toronto FC             | 30 | 9  | 8 | 13 | 34 | 43 | 35 |

|  | Postup do playoff |

### Celkové pořadí
| Poř. | Tým                    | Z  | V  | R  | P  | VG | OG | B  |
| ---- | ---------------------- | -- | -- | -- | -- | -- | -- | -- |
| 1.   | Columbus Crew (C)      | 30 | 17 | 6  | 7  | 50 | 36 | 57 |
| 2.   | Houston Dynamo         | 30 | 13 | 12 | 5  | 45 | 32 | 51 |
| 3.   | Chicago Fire           | 30 | 13 | 7  | 10 | 44 | 33 | 46 |
| 4.   | CD Chivas USA          | 30 | 12 | 7  | 11 | 40 | 41 | 43 |
| 5.   | New England Revolution | 30 | 12 | 7  | 11 | 40 | 43 | 43 |
| 6.   | Kansas City Wizards    | 30 | 11 | 9  | 10 | 37 | 39 | 42 |
| 7.   | Real Salt Lake         | 30 | 10 | 10 | 10 | 40 | 39 | 40 |
| 8.   | New York Red Bulls     | 30 | 10 | 9  | 11 | 42 | 48 | 39 |
| 9.   | Colorado Rapids        | 30 | 11 | 5  | 14 | 44 | 45 | 38 |
| 10.  | D.C. United (P)        | 30 | 11 | 4  | 15 | 43 | 51 | 37 |
| 11.  | FC Dallas              | 30 | 8  | 12 | 10 | 45 | 41 | 36 |
| 12.  | Toronto FC             | 30 | 9  | 8  | 13 | 34 | 43 | 35 |
| 13.  | Los Angeles Galaxy     | 30 | 8  | 9  | 13 | 55 | 62 | 33 |
| 14.  | San Jose Earthquakes   | 30 | 8  | 9  | 13 | 32 | 38 | 33 |

Vysvětlivky: (C) – vítěz MLS Supporters' Shield, (P) – vítěz US Open Cup
|  | Postup do základní skupiny Ligy mistrů CONCACAF 2009/10 |
|  | Postup do předkola Ligy mistrů CONCACAF 2009/10         |
|  | Postup do North American SuperLiga 2009                 |

## Playoff
|  | Čtvrtfinále            | Čtvrtfinále    |                    |        | Semifinále | Semifinále |  |  | Finále | Finále |
|  | Západní konference     |                |                    |        |            |            |  |  |        |        |
|  |                        |                |                    |        |            |            |  |  |        |        |
|  | Houston Dynamo         | 1 \| 0         |                    |        |            |            |  |  |        |        |
|  | Houston Dynamo         | 1 \| 0         |                    |        |            |            |  |  |        |        |
|  | New York Red Bulls     | 1 \| 3         |                    |        |            |            |  |  |        |        |
|  | New York Red Bulls     | 1 \| 3         | New York Red Bulls | 1      |            |            |  |  |        |        |
|  |                        |                | New York Red Bulls | 1      |            |            |  |  |        |        |
|  |                        | Real Salt Lake | 0                  |        |            |            |  |  |        |        |
|  | Real Salt Lake         | Real Salt Lake | 0                  | 1 \| 2 |            |            |  |  |        |        |
|  | Real Salt Lake         |                |                    | 1 \| 2 |            |            |  |  |        |        |
|  | CD Chivas USA          | 0 \| 2         |                    |        |            |            |  |  |        |        |
|  | CD Chivas USA          | 0 \| 2         | New York Red Bulls | 1      |            |            |  |  |        |        |
|  | Východní konference    |                | New York Red Bulls | 1      |            |            |  |  |        |        |
|  |                        | Columbus Crew  | 3                  |        |            |            |  |  |        |        |
|  | Columbus Crew          | Columbus Crew  | 3                  | 1 \| 2 |            |            |  |  |        |        |
|  | Columbus Crew          |                |                    | 1 \| 2 |            |            |  |  |        |        |
|  | Kansas City Wizards    | 1 \| 0         |                    |        |            |            |  |  |        |        |
|  | Kansas City Wizards    | 1 \| 0         | Columbus Crew      | 2      |            |            |  |  |        |        |
|  |                        |                | Columbus Crew      | 2      |            |            |  |  |        |        |
|  |                        | Chicago Fire   | 1                  |        |            |            |  |  |        |        |
|  | New England Revolution | Chicago Fire   | 1                  | 0 \| 0 |            |            |  |  |        |        |
|  | New England Revolution |                |                    | 0 \| 0 |            |            |  |  |        |        |
|  | Chicago Fire           | 0 \| 3         |                    |        |            |            |  |  |        |        |
|  | Chicago Fire           | 0 \| 3         |                    |        |            |            |  |  |        |        |

### Finále
| 23. listopadu 2008                                        |     |                    |                                                                                 |
| Columbus Crew                                             | 3:1 | New York Red Bulls | Home Depot Center, Carson, Kalifornie diváci: 27 000 rozhodčí: Baldomero Toledo |
| Alejandro Moreno 31' Chad Marshall 53' Frankie Hejduk 82' |     | 51' John Wolyniec  | Home Depot Center, Carson, Kalifornie diváci: 27 000 rozhodčí: Baldomero Toledo |

| Columbus Crew | New York Red Bulls |

|             |    |                            |  |       |
|             |    |                            |  |       |
| GK          | 1  | Will Hesmer                |  |       |
| DF          | 2  | Frankie Hejduk             |  |       |
| DF          | 14 | Chad Marshall              |  |       |
| DF          | 5  | Danny O'Rourke             |  |       |
| DF          | 4  | Gino Padula                |  | 68'   |
| MF          | 16 | Brian Carroll              |  |       |
| MF          | 3  | Brad Evans                 |  |       |
| MF          | 12 | Eddie Gaven                |  | 90+3' |
| MF          | 19 | Robbie Rogers              |  |       |
| FW          | 7  | Guillermo Barros Schelotto |  | 90+1' |
| FW          | 10 | Alejandro Moreno           |  |       |
| Náhradníci: |    |                            |  |       |
| GK          | 18 | Kenny Schoeni              |  |       |
| GK          | 30 | Andy Gruenebaum            |  |       |
| DF          | 6  | Andy Iro                   |  | 90+1' |
| DF          | 23 | Ezra Hendrickson           |  |       |
| MF          | 15 | Stefani Miglioranzi        |  |       |
| MF          | 17 | Emmanuel Ekpo              |  |       |
| FW          | 11 | Pat Noonan                 |  |       |
| FW          | 32 | Steven Lenhart             |  | 90+3' |
| Trenér:     |    |                            |  |       |
| Sigi Schmid |    |                            |  |       |

|                    |    |                        |  |     |
|                    |    |                        |  |     |
| GK                 | 1  | Danny Cepero           |  |     |
| DF                 | 2  | Kevin Goldthwaite      |  |     |
| DF                 | 29 | Diego Jiménez          |  |     |
| DF                 | 33 | Chris Leitch           |  | 4'  |
| DF                 | 4  | Carlos Mendes          |  |     |
| MF                 | 19 | Dane Richards          |  |     |
| MF                 | 32 | Luke Sassano           |  | 78' |
| MF                 | 8  | Siniša Ubiparipović    |  |     |
| MF                 | 11 | Dave van den Bergh     |  |     |
| FW                 | 9  | Juan Pablo Ángel       |  |     |
| FW                 | 15 | John Wolyniec          |  | 82' |
| Náhradníci:        |    |                        |  |     |
| GK                 | 1  | Jon Conway             |  |     |
| GK                 | 24 | Terry Boss             |  |     |
| GK                 | 40 | Caleb Patterson-Sewell |  |     |
| DF                 | 27 | Andrew Boyens          |  |     |
| MF                 | 13 | Jorge Alberto Rojas    |  | 78' |
| MF                 | 17 | Gabriel Cichero        |  |     |
| MF                 | 23 | Juan Pietravallo       |  |     |
| FW                 | 7  | Mike Magee             |  |     |
| FW                 | 10 | Macoumba Kandji        |  | 82' |
| Trenér:            |    |                        |  |     |
| Juan Carlos Osorio |    |                        |  |     |

#### Vítěz
| Major League Soccer 2008 Columbus Crew 1. titul B: Gruenebaum, Hesmer, Schoeni O: Hejduk, Hendrickson, Iro, Junge, Marshall, O'Rourke, Oughton, Padula, Peterson, Zayner Z: Burns, Carroll, Ekpo, Elenio, Evans, Gaven, Miglioranzi, Moffat, Nyazamba, Plotkin, Rogers Ú: Barros Schelotto, Garey, Josten, Lenhart, Moreno, Noonan, Pierre-Louis Trenér: Sigi Schmid |

## MLS All-Star Game 2008
| 24. července 2008                                                      |       |                      |                                                              |
| MLS All-Stars                                                          | 3 : 2 | West Ham United FC   | BMO Field, Toronto diváci: 20 844 rozhodčí: Mauricio Navarro |
| Christián Gómez 27' Cuauhtémoc Blanco 45' Dwayne De Rosario 70' (pen.) |       | 26', 67' Dean Ashton | BMO Field, Toronto diváci: 20 844 rozhodčí: Mauricio Navarro |

| MLS · All-Stars | West Ham · United |

| MLS All-Stars: |    |                    |     |     |
|                |    |                    |     |     |
| GK             | 1  | Matt Reis          |     | 70' |
| DF             | 2  | Frankie Hejduk     | 56' | 88' |
| DF             | 12 | Jimmy Conrad (C)   | 82' |     |
| DF             | 13 | Jonathan Bornstein | 52' | 88' |
| MF             | 5  | Christian Gómez    |     | 59' |
| MF             | 8  | Juan Toja          |     | 59' |
| MF             | 21 | Shalrie Joseph     |     |     |
| MF             | 23 | David Beckham      |     |     |
| MF             | 25 | Pablo Mastroeni    |     |     |
| FW             | 33 | Kenny Cooper       |     | 46' |
| FW             | 70 | Cuauhtémoc Blanco  |     |     |
| Náhradníci:    |    |                    |     |     |
| GK             | 18 | Pat Onstad         |     | 70' |
| DF             | 11 | Jim Brennan        |     | 59' |
| MF             | 7  | Steve Ralston      |     | 88' |
| MF             | 14 | Dwayne De Rosario  |     | 59' |
| FW             | 9  | Juan Pablo Ángel   |     | 46' |
| FW             | 10 | Landon Donovan     |     | 46' |
| FW             | 17 | Edson Buddle       |     | 88' |
| Trenér:        |    |                    |     |     |
| Steve Nicol    |    |                    |     |     |

| West Ham United FC: |    |                     |       |       |
|                     |    |                     |       |       |
| GK                  | 1  | Robert Green        |       |       |
| DF                  | 2  | Lucas Neill (C)     |       |       |
| DF                  | 5  | Anton Ferdinand     |       |       |
| DF                  | 27 | Calum Davenport     |       |       |
| DF                  | 40 | Joe Widdowson       |       |       |
| MF                  | 8  | Scott Parker        | 45+1' |       |
| MF                  | 11 | Matthew Etherington |       | 46'   |
| MF                  | 17 | Hayden Mullins      |       | 65'   |
| MF                  | 20 | Julien Faubert      |       | 75'   |
| FW                  | 9  | Dean Ashton         |       | 80'   |
| FW                  | 12 | Carlton Cole        |       | 90+1' |
| Náhradníci:         |    |                     |       |       |
| GK                  | 23 | James Walker        |       |       |
| DF                  | 45 | Jordan Spence       |       |       |
| MF                  | 13 | Luís Boa Morte      |       | 46'   |
| MF                  | 22 | Tony Stokes         |       | 90+1' |
| MF                  | 28 | Kyel Reid           |       | 80'   |
| MF                  | 31 | Jack Collison       |       | 92'   |
| MF                  | 46 | Junior Stanislas    |       | 75'   |
| Trenér:             |    |                     |       |       |
| Alan Curbishley     |    |                     |       |       |

## Ocenění

### Nejlepší hráči
- Nejlepší hráč:  Guillermo Barros Schelotto (Columbus Crew)
- MLS Golden Boot:  Landon Donovan (Los Angeles Galaxy)
- Obránce roku:  Chad Marshall (Columbus Crew)
- Brankář roku:  Jon Busch (Chicago Fire)
- Nováček roku:  Sean Franklin (Los Angeles Galaxy)
- Nejlepší nově příchozí hráč roku:  Darren Huckerby (San Jose Earthquakes)
- Trenér roku:  Sigi Schmid (Columbus Crew)
- Comeback roku:  Kenny Cooper (FC Dallas)
- Gól roku:  Will Johnson (Real Salt Lake)
- Cena Fair Play:  Michael Parkhurst (New England Revolution)
- Humanista roku:  José Burciaga Jr. (Colorado Rapids)

#### MLS Best XI 2008
| Brankář                  | Obránci                                                                                        | Záložníci | Útočníci                                                     |
| ------------------------ | ---------------------------------------------------------------------------------------------- | --- | ------------------------------------------------------------ |
| Jon Busch (Chicago Fire) | Jimmy Conrad (Kansas City Wizards) Chad Marshall (Columbus Crew) Bakary Soumaré (Chicago Fire) | Cuauhtémoc Blanco (Chicago Fire) Sharlie Joseph (New England Revolution) Sacha Kljestan (CD Chivas USA) Robbie Rogers (Columbus Crew) Guillermo Barros Schelotto (Columbus Crew) | Kenny Cooper (FC Dallas) Landon Donovan (Los Angeles Galaxy) |